# 克羅伊茨山 (巴伐利亞前阿爾卑斯山脈)
47°36′45″N 11°55′59″E / 47.61250°N 11.93306°E

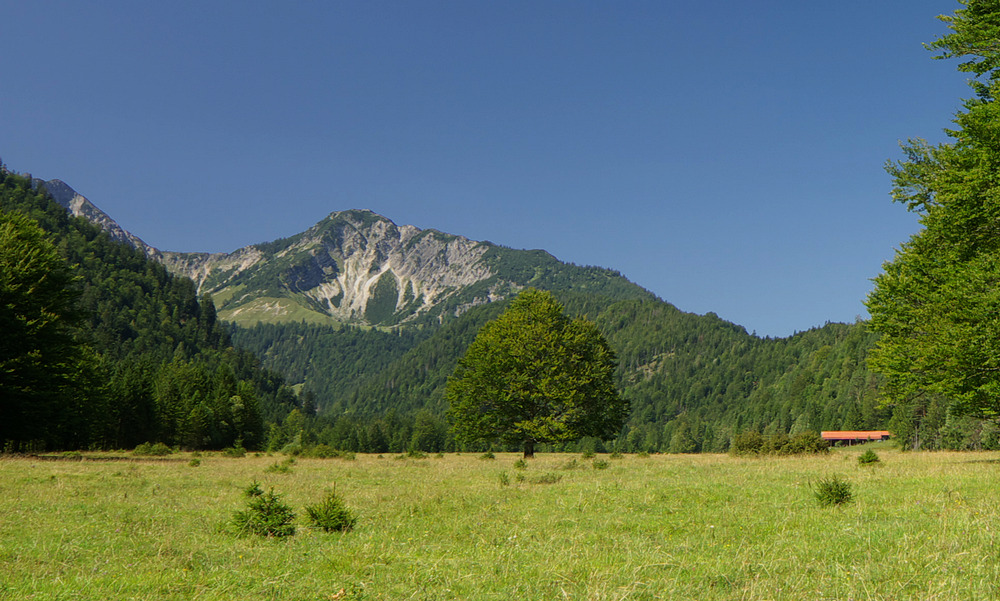

克羅伊茨山（德語：Kreuzberg），是中歐的山峰，位於奧地利和德國接壤的邊境，屬於巴伐利亞前阿爾卑斯山脈的一部分，距離後松文德約赫山0.9公里，海拔高度1,716米。